# بكار بن الحسن
بكار بن الحسن ( توفي سنة 230 ه‍ـ)، فقيه ومحدث وإمام من أئمة المذهب الحنفي، ومفتي أصفهان في زمانه، ومن العلماء الذين أُمتحنوا أيام فتنة القول بخلق القرآن.

## سيرته
بَكَّارُ بْنُ الْحَسَنِ ابْنِ عُثْمَانَ بْنِ زِيَادِ بْنِ عَبْدِ اللَّهِ الْعَنْبَرِيُّ الْفَقِيهُ . مَاتَ سَنَةَ ثَمَانٍ وَثَلَاثِينَ وَمِائَتَيْنِ، وَكَانَ أَصْلُهُ مِنْ أَصْبَهَانَ، وُلِدَ بِالرِّيِّ، ثُمَّ رَجَعَ إِلَى أَصْبَهَانَ، وَكَانَ عَلَى الْفُتْيَا بأَصْبَهَانَ، يَتَفَقَّهُ عَلَى مَذْهَبِ الْكُوفِيِّينَ، وَكَانَ يُكَاتِبُ إِسْمَاعِيلَ بْنَ حَمَّادِ بْنِ أَبِي حَنِيفَةَ، وَامْتُحِنَ أَيَّامَ الْمِحْنَةِ، فَاسْتَجَارَ بِعَبْدِ اللَّهِ بْنِ الْحَسَنِ، حَتَّى دَفَعَ عَنْهُ، وَكَانَ مِنْ أَهْلِ السُّنَّةِ، وَامْتُحِنَ فِي أَيَّامِ الْوَاثِقِ فَلَمْ يُجِبْهُمْ إِلَى مَا يُرِيدُونَ، وَقَالَ:
| بكار بن الحسن | «عُيُونُ النَّاسِ مَمْدُودَةٌ إِلَيَّ، فَإِنْ أَجَبْتُ أَخْشَى أَنْ يُجِيبُوا وَيَكْفُرُوا» | بكار بن الحسن |

وَتَجَهَّزَ لِيَخْرُجَ، قَالَ: فَلَمَّا تَهَيَّأَ لِيَخْرُجَ جَاءَهُ الْكِتَابُ مِنْ لَيْلَتَئِذٍ بِأَنَّ الثَّوْرَ انْكَسَرَ رِجْلُهُ، فَجَاءَ الْبَرِيدُ بِأَنَّ الْوَاثِقَ قَدْ مَاتَ، فَطُرِدَ الْأَعْوَانُ عَنْ دَارِهِ، وَكَانَ الَّذِي يُخْرِجُهُ حَيَّانُ بْنُ بِشْرٍ، فَأَنْشَأَ النَّاسُ يَقُولُونَ فِي الطُّرُقِ وَالنِّسَاءُ وَالصِّبْيَانُ:
| بكار بن الحسن | ذَهَبَ بَكَّارٌ بِالدَّسْتِ، وَخَرِيءَ حَيَّانُ فِي الطَّسْتِ. | بكار بن الحسن |

### روايته للحديث النبوي
صدوق وحسن الحديث ؛ رَوَى عَنِ ابْنِ الْمُبَارَكِ ، وَإِسْمَاعِيلَ بْنِ حَمَّادٍ ، وَغْيرَهمْ ، وَمَنْ حَدِيثِهِ، حَدَّثَنَا مُسْلِمُ بْنُ سَعِيدٍ، قَالَ: ثنا بَكَّارُ بْنُ الْحَسَنِ، قَالَ: ثنا أَبِي، قَالَ: ثنا رَوْحُ بْنُ مُسَافِرٍ، عَنْ حَمَّادٍ، عَنْ إِبْرَاهِيمَ، عَنِ الْأَسْوَدِ، عَنْ عَائِشَةَ، قَالَتْ:«وَاللَّهِ مَا شَبِعَ آلُ مُحَمَّدٍ مِنْ خُبْزِ بُرٍّ ثَلَاثَ لَيَالٍ حَتَّى قَبَضَهُ اللَّهُ إِلَيْهِ، فَلَمَّا قَبَضَهُ اللَّهُ صُبَّتْ عَلَيْنَا الدُّنْيَا صَبًا» وَحَدَّثَنَا عَبْدُ اللَّهِ بْنُ بُنْدَارٍ، عَنْهُ بِأَحَادِيثَ.

## ممن أخذ العلم
- عبد الله بن المبارك[2][3][5]
- مهران بن أبي عمر
- إسماعيل بن حماد بن أبي حنيفة
- حسن بن عثمان التستري
- حماد بن أبي حنيفة
- روح بن مسافر
- الحسن بن عثمان العنبري

## تلاميذه
- عبد الله بن بندار الضبي.[5]
- عبد الله بن محمد بن عمران بن أيوب
- عمران بن عبد الرحيم الباهلي
- عبد الغفار بن أحمد الحمصي
- سعيد بن عطاء بن سعيد
- مسلم بن سعيد الأشعري